# サイバーゴス

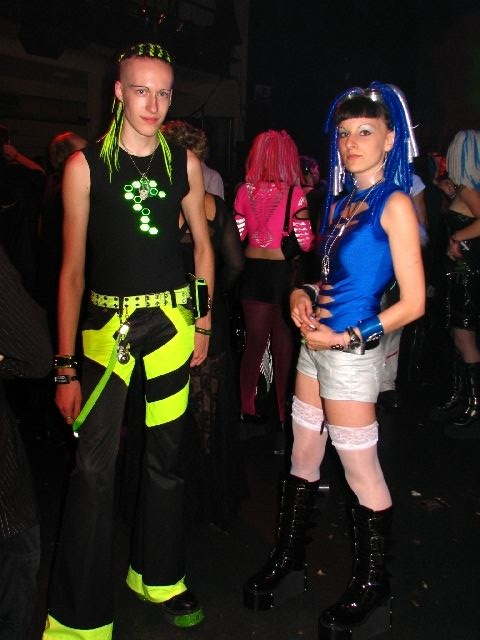
サイバーゴス

サイバーゴス（英: Cybergoth）とは、主にアメリカ、イギリスにおいてクラブイベント（レイヴ）に通う人達（レイバー）のSF、近未来をイメージしたファッション（サイバーファッション）に工業的なレイバーヘッド、退廃的なゴシック・ファッションの要素が結び付けられたファッションスタイル。

## 歴史
「サイバーゴス」という名称は、1988年にゲームズワークショップがRPGのen:Dark Futureをリリースした際に、初めて用いられた。しかし、以下の#ファッションの節で述べるようなサイバーゴスのファッションが登場するのは、この10年後となる。1999年からドイツ、ニューヨーク、ロンドンでその原型が現れ、2002年頃に現在のような形となった。

## ファッション
サイバーファッション、ゴシックファッションの異種交配的なファッションスタイルであることから、近未来、工業的と退廃的が同居する特殊なファッションスタイルとなっている。ゴシック・ファッションが死をイメージさせるモチーフとして髑髏などを使用するのに対し、サイバーゴスは放射能マーク、バイオハザードマークを使用する。
サイバーゴスのファッションの特徴はゴシックファッションのように黒をベースとし、サイバーファッションに多く用いられる蛍光色をアクセントとして結びつけることにある。また、サイバーファッションやレイバーヘッドと同様にビニールやポリエステル、ゴムや金属、ベロアやファーを素材として多く用い、電子的、近未来的なイメージを持たせる他に、ガスマスクや鋲など、退廃的、破滅的な要素をイメージさせるアイテムを身に着ける。

## ヘアースタイル
実際の髪だけではなくメッシュチューブなどのチューブ、カネカロン製ヘアエクステンション、ラバーやベルトなど工業製品を用いたドレッドフォールというヘアースタイルに加え、ホースや玩具の蛇などを取り入れたり、紫や黒、灰など毒々しい色を髪色に用いたりと、サイバーファッションよりも退廃性、異形性をさらに強調する。

## 日本におけるサイバーゴス
日本のサイバーゴスは、派生元であるサイバーファッションの人口がごく少数であることから、サイバーゴスも馴染みの深いものではない。しかし、サイバーファッション同様、ファッション雑誌『KERA』などで取り上げられている。
また、日本ではサブカルチャーとしてkawaiiの文化が根付いており、雑誌などではゴシック・アンド・ロリータ等と並列して掲載されることが多いことから、kawaiiのサブカルチャーとして扱われることもある。